# Adler Capelli
Adler Capelli (San Pietro in Casale, 8 de novembro de 1973) é um desportista italiano que competiu no ciclismo na modalidade de pista, especialista na prova de perseguição por equipas.
Ganhou três medalhas no Campeonato Mundial de Ciclismo em Pista entre os anos 1996 e 1999.
Participou em três Jogos Olímpicos de Verão, entre os anos 1992 e 2000, ocupando o 4.º lugar em Atlanta 1996 (perseguição por equipas) e o 5.º lugar em Barcelona 1992 (quilómetro contrarrelógio).

## Medalheiro internacional
| Campeonato Mundial | Campeonato Mundial        | Campeonato Mundial | Campeonato Mundial      |
| Ano                | Lugar                     | Medalha            | Competição              |
| ------------------ | ------------------------- | ------------------ | ----------------------- |
| 1996               | Manchester ( Reino Unido) | Medalha de ouro    | Perseguição por equipas |
| 1997               | Perth ( Austrália)        | Medalha de ouro    | Perseguição por equipas |
| 1998               | Bordéus ( França)         | Medalha de bronze  | Perseguição por equipas |